# Leggadina lakedownensis
Leggadina lakedownensis är en däggdjursart som beskrevs av Watts 1976. Leggadina lakedownensis ingår i släktet Leggadina och familjen råttdjur. IUCN kategoriserar arten globalt som livskraftig. Inga underarter finns listade i Catalogue of Life.
Denna gnagare förekommer med två större och en mindre population i norra Australien. Individer som lever på mindre australiska öar är troligen införd av människan. Habitatet utgörs av savanner med några trädgrupper, andra gräsmarker och av buskskogar. Individerna är aktiva på natten. Per år förekommer vanligen två kullar. Dräktigheten varar cirka 30 dagar och sedan föds upp till fyra ungar. Leggadina lakedownensis skiljer sig genom avvikande detaljer i anatomin och genetiken från den andra arten i samma släkte.